# Ciutats metropolitanes d'Itàlia
La ciutat metropolitana (en italià: città metropolitana) a Itàlia és un ens administratiu, previst per l'article 114 de la Constitució de la República Italiana. Està en funcionament des de l'1 de gener de 2015, i n'hi ha 14 repartides per tot el país.
Aquesta institució suposa l'oficialització de la més informal denominació d'àrea metropolitana per dotar-les en el seu conjunt de les competències pròpies de les províncies i algunes més, que els són pròpies.

## Història
Les ciutats metropolitanes van ser previstes per primera vegada en la llei del 8 de juny de 1990, n. 142 (art. 17-21) sobre la reforma de l'ordenament dels ens locals. En aquesta norma es dibuixaven dos nivells d'administració local: la città metropolitana (ciutat metropolitana) i els comuni (municipis), fixant com a òrgans de la ciutat metropolitana el consiglio (consell), la giunta (junta) i el sindaco metropolitano (alcalde metropolità).
La institució de les ciutats metropolitanes va trobar nou impuls en l'article 114 de la Constitució d'Itàlia, després de la reforma de l'ordenament de la República de 2001 amb la modificació del Títol V de la Constitució i amb l'article 23, paràgraf 6 de la llei n. 42 del 5 de maig de 2009, segons el qual el Govern havia d'adoptar en un termini de 36 mesos a explicar des de l'entrada en vigor de la llei (és a dir, des del 21 de maig de 2012) un decret legislatiu per a la institució de les ciutats metropolitanes.
En 2007 el segon govern de Prodi havia aprovat un projecte de llei delegatòria (per a l'elaboració de la "Carta de les Autonomies Locals"), que derogaria la llei 267/2000, que conté el "Text únic sobre l'Ordenament dels Ens Locals" (en it. Testo unico sull'Ordinamiento degli Enti Locali), el qual al seu torn recollia en un text únic la fonamental llei 142/1990, la primera que havia previst la creació d'aquests ens. Segons el susdit projecte de llei, podien integrar-se a la ciutat metropolitana els districtes del municipi capital i els municipis limítrofs i estretament vinculats a la capital. La iniciativa per a la formació d'una ciutat metropolitana pertanyia a la capital de la Província, o al 30% dels municipis de la Província o Províncies en qüestió que representin el 60% de la població. La Regió a continuació hauria d'emetre un dictamen seguit d'un referèndum.
El 2008 la dissolució anticipada del Parlament va retardar l'engegada de les ciutats metropolitanes.
No obstant això, amb l'aprovació de la revisió de la despesa pública convertida en llei n. 135 el 7 d'agost de 2012, la institució de l'ens ha estat objecte d'una acceleració posterior. L'article 18 d'aquesta llei estableix els cossos electes, les funcions administratives, els recursos humans i materials.

## Funcions i atribucions
L'article 18, paràgraf 7 del 6 de juliol de 2012, n. 95 atribueix a la ciutat metropolitana:
- Les funcions fonamentals de les províncies suprimides;
- Les següents funcions fonamentals;
  - Planificació territorial i de les xarxes d'infraestructures;
  - Estructuració del sistema coordinat de gestió dels serveis públics, així com l'organització dels serveis públics d'interès general d'àmbit metropolità;
  - Mobilitat i tràfic;
  - Promoció i coordinació de la despesa pública i social;
- El patrimoni i els recursos humans i instrumentals de la província suprimida, els quals la ciutat metropolitana succeeix a títol universal en tots els actius i passius adscrits;
- Els recursos financers referits als articles 23 i 24 de les lleis de 6 de maig de 2011, n. 68.

## Ciutats metropolitanes

Ciutats metropolitanes d'Itàlia.

Ciutats metropolitanes i les seves delimitacions previstes per l'ordenament jurídic nacional i regions amb estatut especial.
| Nº | Ciutat metropolitana | Delimitació teritorial             | Població (hab.) | Superfície (km²) | Densitat de població (hab./km²) |
| -- | -------------------- | ---------------------------------- | --------------- | ---------------- | ------------------------------- |
| 1  | Roma                 | Ex Província de Roma               | 4.336.915       | 5.352            | 807                             |
| 2  | Milà                 | Ex Província de Milà               | 3.190.340       | 1.575            | 2.016                           |
| 3  | Nàpols               | Ex Província de Nàpols             | 3.128.702       | 1.171            | 2.670                           |
| 4  | Torí                 | Ex Província de Torí               | 2.293.340       | 6.829            | 336                             |
| 5  | Palerm               | ex Província de Palerm             | 1.300.000       | 5.009            | 254                             |
| 6  | Bari                 | Ex Província de Bari               | 1.261.004       | 3.821            | 329                             |
| 7  | Catània              | Ex Província de Catània            | 1.192.891       | 3.852            | 309                             |
| 8  | Florència            | Ex Província de Florència          | 1.002.831       | 3.514            | 285                             |
| 9  | Bolonya              | Ex Província de Bolonya            | 1.007.435       | 3.514            | 286                             |
| 10 | Gènova               | Ex Província de Gènova             | 864.008         | 1.839            | 472                             |
| 11 | Venècia              | Ex Província de Venècia            | 858.455         | 2.462            | 348                             |
| 12 | Messina              | Ex Província de Messina            | 647.477         | 3.266            | 198                             |
| 13 | Reggio de Calàbria   | Ex Província de Reggio de Calàbria | 558.959         | 3.183            | 175                             |
| 14 | Càller               | Ex Província de Càller             | 431.302         | 1.248            | 345                             |

## Òrgans de l'ens
D'acord amb l'article 18 del Decret Llei del 6 de juliol de 2012, n. 95, els òrgans de la ciutat metropolitana són el Consell Metropolità (en it. Consiglio Metropolità) i l'alcalde metropolità (en it. sindaco metropolitano).

### Consell Metropolità (Consiglio Metropolitano)
El Consell Metropolità pot estar integrat per:
- a) 16 consellers a les ciutats metropolitanes amb població major de 3.000.000 habitants.
- b) 12 consellers a les ciutats metropolitanes amb una població entre 800.000 i 3.000.000 habitants.
- c) 10 consellers a les ciutats metropolitanes amb menys de 800.000 habitants.

Els membres del Consell Metropolità són triats, entre ells els alcaldes dels municipis pertanyents a la ciutat metropolitana, a partir del conjunt format per aquests últims i pels directors adscrits a l'àrea de la ciutat metropolitana, de la forma establerta per a l'elecció del consell provincial i garantint el compliment del principi de representació de minories. Dins dels quinze dies següents a la proclamació dels consellers de la ciutat metropolitana, l'alcalde metropolità ha de convocar al consell metropolità per a la seva presa de possessió.

### L'alcalde metropolità (sindaco metropolitano)
Durant l'engegada de les ciutats metropolitanes, s'atorga a l'alcalde de la capital de la ciutat metropolitana per després passar a ser regulat per l'Estatut de la ciutat metropolitana el mètode d'elecció de l'alcalde metropolità:
- a) És dret de l'alcalde de la capital provincial.
- b) Ser triat en de la manera prescrita per a l'elecció del president de la província.
- c) Seran triats per sufragi universal directe, d'acord amb el règim previst en els articles 74 i 75 del citat text únic del Decret Legislatiu n. 267 del 2000.

L'alcalde metropolità pot nomenar al seu torn vicealcaldes i assignar atribulaciones a directors individuals. El seu mandat es perllongarà per un període de cinc anys.